# 末広町停留場 (北海道)
末広町停留場（すえひろちょうていりゅうじょう）は、北海道函館市末広町にある函館市企業局交通部（函館市電）本線の停留場である。駅番号はD21。

## 歴史
- 1913年（大正2年）10月30日 - 基坂下停留場として開業。
- 1943年（昭和18年）10月29日 - 末広町停留場と改称[2]。
- 2024年（令和6年）11月27日 - 施設リニューアルを実施し、共用開始[4]

## 構造
- 2面2線の相対式ホーム
- 2024年（令和6年）のリニューアル時に、往線側にスロープ設置、復線側に上屋及び防風板を設置した[4]。道路が狭いためホームの拡幅をしなかった[5]。
- 大町停留場側に渡り線があり、当停留所着の始発電車[6]の折り返しや臨時電車、貸切電車の折り返しにも使用されている。

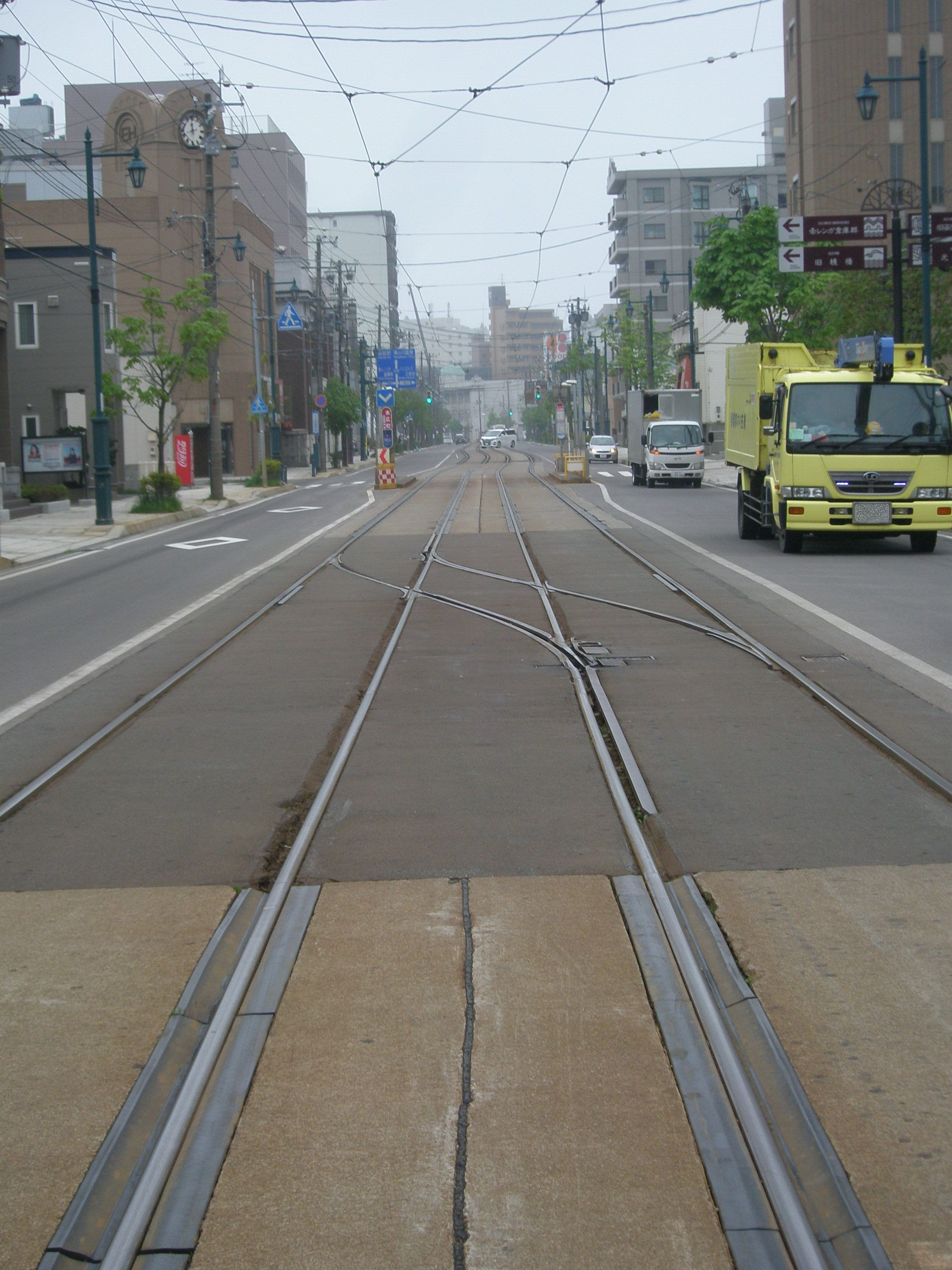
末広町停留場付近に設けられた渡り線を、函館市北方民族資料館前の横断歩道から撮影（2017年5月）

## 周辺
- 船魂神社 - 北海道最古の神社
- 北海道道457号函館漁港線
- 元町公園 - 道南十二館の一つ、宇須岸館（箱館）の跡。函館（箱館）の地名の由来となった場所。
- HakoBA函館 by THE SHERE HOTELS - 市電・バス乗車券の委託販売店を兼ねている[7]
- 函館市北方民族資料館
- 函館市函館博物館郷土資料館
- 函館市文学館
- 旧イギリス領事館
- 旧函館区公会堂
- 函館ハリストス正教会
- 海上自衛隊函館基地隊
- 北海道函館西高等学校
- ロシア極東国立総合大学函館校
- 函館バス「公会堂前」「東浜桟橋前」停留所[8][9]

## 隣の停留場
函館市企業局交通部
本線
十字街停留場 (DY20) - 末広町停留場 (D21) - 大町停留場 (D22)